# Батырбайский ярус
| Кембрийский период в ОСШ (Россия) Деление по состоянию на март 2024 года |         |              |                       |
| система                                                                  | отдел   | ярус / век   | Ниж. граница, млн лет |
| Ордовик                                                                  | Нижний  | Тремадокский | 485,4±1,9             |
| Кембрий                                                                  | Верхний | Батырбайский | ?                     |
| Кембрий                                                                  | Верхний | Аксайский    | ?                     |
| Кембрий                                                                  | Верхний | Сакский      | ~497                  |
| Кембрий                                                                  | Средний | Аюсокканский | 500                   |
| Кембрий                                                                  | Средний | Майский      | ~504,5                |
| Кембрий                                                                  | Средний | Амгинский    | 509                   |
| Кембрий                                                                  | Нижний  | Тойонский    | ?                     |
| Кембрий                                                                  | Нижний  | Ботомский    | ?                     |
| Кембрий                                                                  | Нижний  | Атдабанский  | ?                     |
| Кембрий                                                                  | Нижний  | Томмотский   | 535±1                 |
| Венд                                                                     | Верхний | Верхний      | больше                |

Батырбайский ярус (англ. Batyrbaian Stage, Ꞓ3b) — третий и последний (верхний) ярус верхнего отдела кембрийской системы в Общей стратиграфической шкале (ОСШ) России. Охватывает породы, образовавшиеся в батырбайский век позднего кембрийского периода палеозойской эры, более 485,4 миллионов лет назад. Залегает над аксайским ярусом верхнего кембрия и под тремадокским ярусом нижнего ордовика. Соответствует основной части яруса 10 фуронгского отдела в Международной стратиграфической шкале. В старых версиях ОСШ относился к кыршабактинскому надъярусу.
Назван по логу урочища Батырбай в горах малого Каратау (Казахстан) в 1983 году.
Батырбайский разрез содержит одновременно богатые комплексы конодонтов и трилобитов. Отложения верхнего кембрия в данном разрезе представлены преимущественно обломочными известняками: кальцирудитами, калькаренитами и кальцисилтитами.

## Определение
По решению Межведомственного Стратиграфического Комитета (1997) шкалу верхнего кембрия дополнили десятым ярусом — батырбайским. Выделен М. К. Аполлоновым и М. Н. Чугаевой (1983).

## Биостратиграфия
В стратотипическом разрезе Батырбай гор малого Каратау выделяется 7 зон: три зоны по трилобитам и четыре зоны по конодонтам. Верхняя граница совпадает с подошвой конодонтовой зоны Cordilodus proavus и одновозрастной трилобитовой зоны Euloma militaris.

## Вымирание видов
К началу батырбайского века исчезают представители 14 семейств. В дальнейшем до конца позднего кембрия исчезают еще 9 семейств. Появляются впервые на Сибирской платформе и исчезают в течение этого этапа три семейства: Phylacteridae, Asaphidae, Alsataspididae. В конечном счете, до конца кембрия доживают представители только 4 семейств. Входящие в их состав 5 родов характеризуют комплекс трилобитов лопарского горизонта.